# Fischel Lajos
Fischel Lajos (Nagykanizsa, 1871. május 10. – Németország, 1944.) könyvkereskedő, lapkiadó, Fejtő Ferenc apja, Fischel Fülöp nyomdatulajdonos, könyvkereskedő és Markbreiter Friderika fia.

## Élete
Nagykanizsán először hat gimnáziumi osztályt, majd egy kétéves kereskedelmi tanfolyamot végzett el. 1905. július 13-án Fischel Fülöp Fia jelzéssel immáron ő adta ki az apja által alapított Zala című folyóiratot, amelyet 1913–14-ben szerkesztett is. 1905 és 1917 között politikai, illetve közgazdasági cikkeket közölt. A holokauszt áldozata lett.
1919. november 9-én Nagykanizsán házasságot kötött Burkus Julianna Katalinnal.